# 포밀리아노다르코
포밀리아노다르코(이탈리아어: Pomigliano d'Arco)는 이탈리아 캄파니아주 나폴리현에 위치한 코무네다. 나폴리로부터 북동쪽에 있다. 스텔란티스의 자동차 공장이 있다.